# Forteresse de Novi Pazar
La forteresse de Novi Pazar (en serbe cyrillique : Новопазарска тврђава ; en serbe latin : Novopazarska tvrđava) est située à Novi Pazar, dans le district de Raška, en Serbie. Elle est inscrite sur la liste des monuments culturels de grande importance de la république de Serbie (identifiant no SK 165),,.

## Présentation

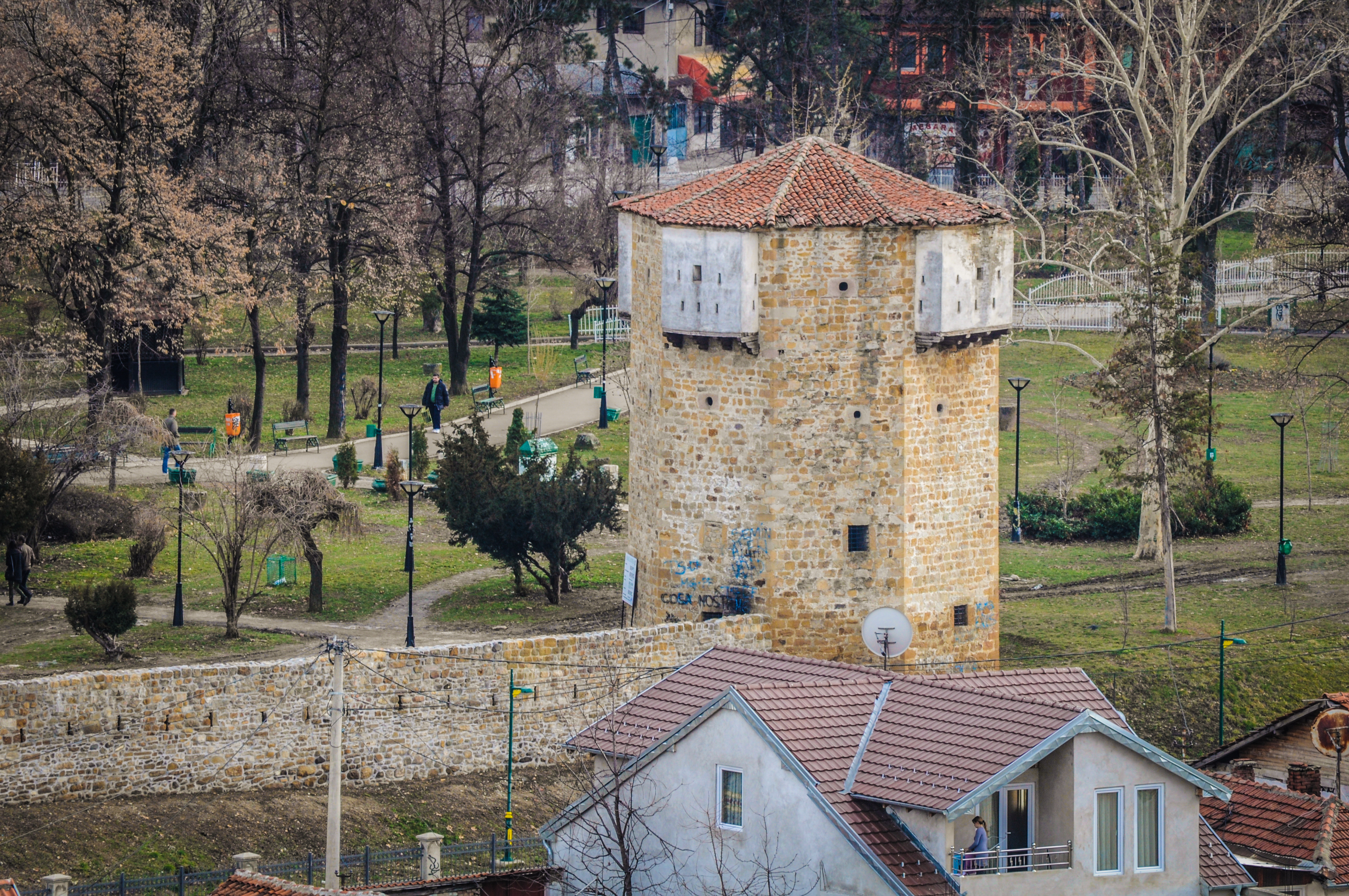
Autre vue de la forteresse.

La forteresse est située au centre de Novi Pazar, sur une petite hauteur qui se trouve à l'intérieur du parc municipal, ; cette colline est délimitée par la rive droite de la rivière Raška et le quartier de la Vieille čaršija.
Les rares données disponibles indiquent qu'elle a été construite dans les années 1460 par Isa-bey Isaković, le fondateur de Novi Pazar, ; mais d'autres sources suggèrent une construction plus tardive, étant donné que les frontières de l'Empire ottoman, très vite après la conquête, ont été établies beaucoup plus à l'ouest et au nord. De fait, la forteresse n'est pas mentionnée par les nombreux voyageurs des XVIe et XVIIe siècles ; si l'on s'en tient à cette seconde hypothèse, la forteresse aurait été établie au moment de la grande guerre de Vienne (1683-1690). Si l'on s'en tient à la première hypothèse, celle d'une construction au XVe siècle, après la défaite turque devant Vienne (1683) et l'invasion autrichienne de Skopje (1689), les autorités ottomanes, sous le règne du sultan Ahmet II (1691-1695), ont commencé à reconstruire et à renforcer l'ancienne forteresse ; cette reconstruction s'est poursuivie jusqu'en 1750,. Sous le règne du sultan Abdülaziz (1861-1876), deux nouvelles tours ont été ajoutées, ainsi qu'un entrepôt d'armes et de munitions et une mosquée plus petite,.
Sur la base des vestiges des remparts, on a pu établir que la forteresse était de plan triangulaire,. Une tour le long du rempart nord constitue la partie la mieux conservée de l'ensemble, ; cette tour de guet octogonale mesure 15 m de haut et, dans sa partie supérieure, se trouvent quatre moucharabiehs soutenus chacun par trois rangées de poutres. Les vestiges de toutes les autres constructions (entrepôts, casernes, lieux de culte etc.) qui servaient à la vie des troupes dans la forteresse sont aujourd'hui enterrés.
Longtemps, la forteresse n'a pas été systématiquement fouillée,. En revanche, en 2012, les murs des bastions nord et ouest ont été consolidés, ainsi que le mur reliant la tour de guet et le bastion nord. Des fouilles archéologiques engagées en 2019 sont en train de remettre en cause la chronologie de la construction de la fortification, en particulier la découverte dans les ruines d'un dinar hongrois de 1618, c'est-à-dire remontant au règne de Matthias II de Hongrie ; cela suggère une construction datant de cette époque.

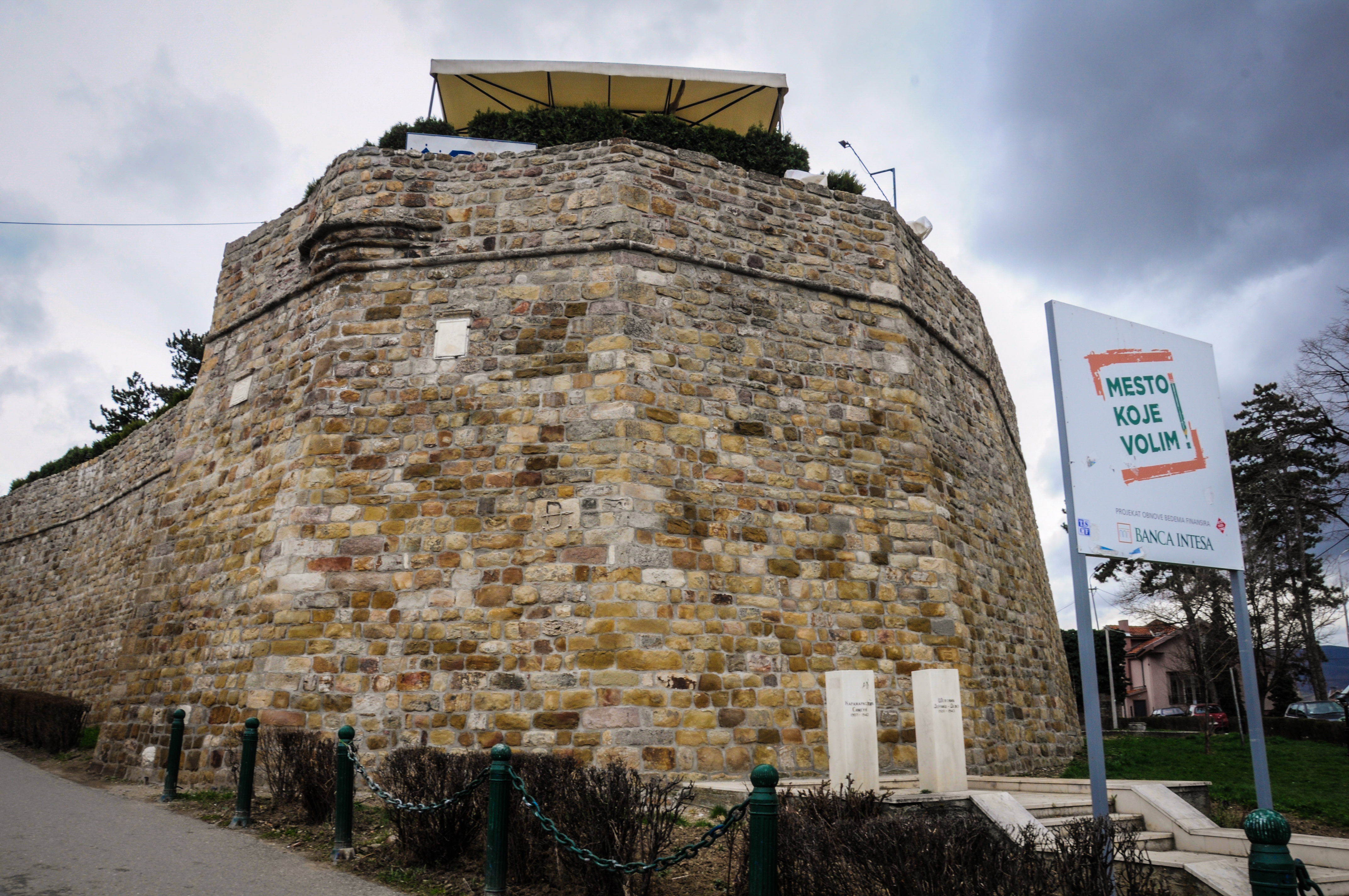
Autre vue de la forteresse.